# Saint-Priest-d'Andelot
Pour les articles homonymes, voir Saint-Priest (homonymie).
Saint-Priest-d'Andelot est une commune française, située dans le département de l'Allier en région Auvergne-Rhône-Alpes.

## Géographie

### Localisation
Saint-Priest-d'Andelot est située au sud du département de l'Allier, limitrophe de celui du Puy-de-Dôme
Le Sentier de grande randonnée GR 463 passe sur une crête.

### Communes limitrophes
Les communes limitrophes sont Gannat, Champs, Saint-Genès-du-Retz et Vensat.

### Hydrographie
La commune est traversée par l'Andelot, un affluent gauche de l'Allier, et donc un sous-affluent du fleuve la Loire
Le ruisseau de Champialoux et le Gouënant, qui forme la limite nord du territoire communal, y confluent.

### Climat
Pour des articles plus généraux, voir Climat d'Auvergne-Rhône-Alpes et Climat de l'Allier.
En 2010, le climat de la commune est de type climat océanique dégradé des plaines du Centre et du Nord, selon une étude du CNRS s'appuyant sur une série de données couvrant la période 1971-2000. En 2020, Météo-France publie une typologie des climats de la France métropolitaine dans laquelle la commune est exposée à un climat de montagne ou de marges de montagne et est dans la région climatique Nord-est du Massif Central, caractérisée par une pluviométrie annuelle de 800 à 1 200 mm, bien répartie dans l’année.
Pour la période 1971-2000, la température annuelle moyenne est de 10,5 °C, avec une amplitude thermique annuelle de 15,9 °C. Le cumul annuel moyen de précipitations est de 756 mm, avec 9,8 jours de précipitations en janvier et 7,4 jours en juillet. Pour la période 1991-2020, la température moyenne annuelle observée sur la station météorologique de Météo-France la plus proche, « Charmes_sapc », sur la commune de Charmes à 7 km à vol d'oiseau, est de 11,9 °C et le cumul annuel moyen de précipitations est de 675,4 mm,. Pour l'avenir, les paramètres climatiques de la commune estimés pour 2050 selon différents scénarios d'émission de gaz à effet de serre sont consultables sur un site dédié publié par Météo-France en novembre 2022.

## Urbanisme

### Typologie
Au 1er janvier 2024, Saint-Priest-d'Andelot est catégorisée commune rurale à habitat dispersé, selon la nouvelle grille communale de densité à 7 niveaux définie par l'Insee en 2022.
Elle est située hors unité urbaine. Par ailleurs la commune fait partie de l'aire d'attraction de Gannat, dont elle est une commune de la couronne,. Cette aire, qui regroupe 8 communes, est catégorisée dans les aires de moins de 50 000 habitants,.

### Occupation des sols

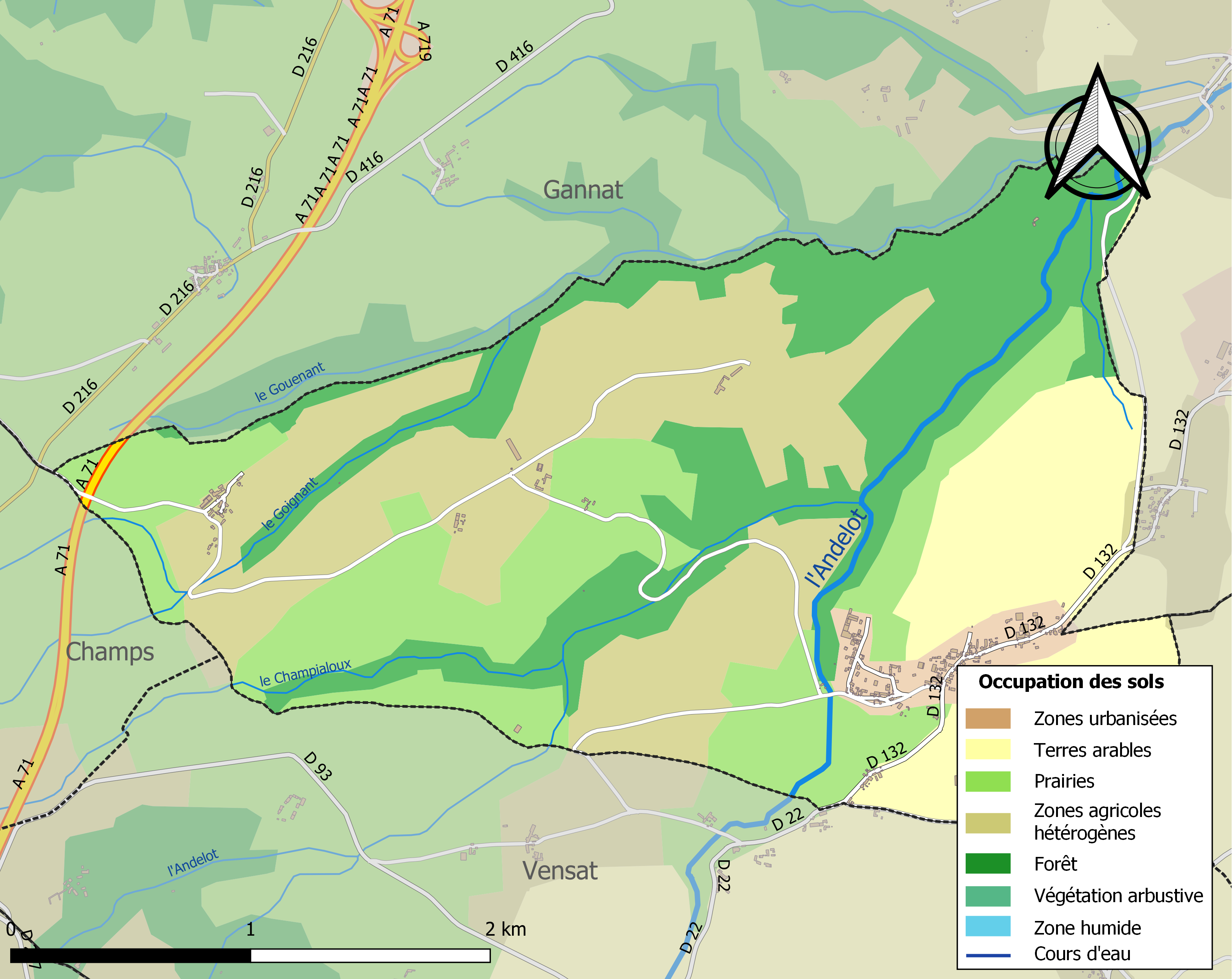
Carte des infrastructures et de l'occupation des sols de la commune en 2018 (CLC).

L'occupation des sols de la commune, telle qu'elle ressort de la base de données européenne d’occupation biophysique des sols Corine Land Cover (CLC), est marquée par l'importance des territoires agricoles (69,9 % en 2018), une proportion identique à celle de 1990 (69,9 %). La répartition détaillée en 2018 est la suivante : zones agricoles hétérogènes (28,9 %), forêts (27,1 %), prairies (23,1 %), terres arables (17,9 %), zones urbanisées (3,1 %).
L'IGN met par ailleurs à disposition un outil en ligne permettant de comparer l’évolution dans le temps de l’occupation des sols de la commune (ou de territoires à des échelles différentes). Plusieurs époques sont accessibles sous forme de cartes ou photos aériennes : la carte de Cassini (XVIIIe siècle), la carte d'état-major (1820-1866) et la période actuelle (1950 à aujourd'hui).

### Habitat et logement
En 2018, le nombre total de logements dans la commune était de 87, alors qu'il était de 82 en 2013 et de 78 en 2008.
Parmi ces logements, 81,6 % étaient des résidences principales, 8 % des résidences secondaires et 10,3 % des logements vacants. Ces logements étaient pour 100 % d'entre eux des maisons individuelles et pour 0 % des appartements.
Le tableau ci-dessous présente la typologie des logements à Saint-Priest-d'Andelot en 2018 en comparaison avec celle de l'Allier et de la France entière. Une caractéristique marquante du parc de logements est ainsi une proportion de résidences secondaires et logements occasionnels (8 %) supérieure à celle du département (7,2 %) et inférieure à celle de la France entière (9,7 %). Concernant le statut d'occupation de ces logements, 83,1 % des habitants de la commune sont propriétaires de leur logement (80,9 % en 2013), contre 65 % pour l'Allier et 57,5 % pour la France entière.
| Typologie                                               | Saint-Priest-d'Andelot | Allier | France entière |
| ------------------------------------------------------- | ---------------------- | ------ | -------------- |
| Résidences principales (en %)                           | 81,6                   | 78,2   | 82,1           |
| Résidences secondaires et logements occasionnels (en %) | 8                      | 7,2    | 9,7            |
| Logements vacants (en %)                                | 10,3                   | 14,6   | 8,2            |

### Voies de communication et transports
Le territoire communal est desservi par la route départementale 132, axe reliant le Malcourlet (lieu-dit de Gannat sur la RD 2009) à la RD 93 sur la commune de Vensat dans le département limitrophe du Puy-de-Dôme, continuant en tant que RD 22.
Une partie de l'autoroute A71 passe à l'ouest de la commune ; son accès le plus proche s'effectue via Gannat par l'autoroute A719.

## Toponymie
La commune, instituée par la Révolution française sous le nom d'Andelot en 1793, prend en 1801 sa dénomination actuelle de Saint-Priest-d'Andelot.

## Politique et administration

### Rattachements administratifs et électoraux

#### Rattachements administratifs
La commune se trouve depuis 1941 dans l'arrondissement de Vichy du département de l'Allier.
Elle faisait partie depuis 1793 du canton de Gannat. Dans le cadre du redécoupage cantonal de 2014 en France, cette circonscription administrative territoriale a disparu, et le canton n'est plus qu'une circonscription électorale.

#### Rattachements électoraux
Pour les élections départementales, la commune fait partie depuis 2014 d'un nouveau canton de Gannat porté de 12 à 41 communes.
Pour l'élection des députés, elle fait partie de la troisième circonscription de l'Allier.

### Intercommunalité
Saint-Priest-d'Andelot était membre de la communauté de communes du Bassin de Gannat, un établissement public de coopération intercommunale (EPCI) à fiscalité propre créé fin 1999  et auquel la commune avait transféré un certain nombre de ses compétences, dans les conditions déterminées par le code général des collectivités territoriales.
Dans le cadre des dispositions de la loi portant nouvelle organisation territoriale de la République du 7 août 2015, qui prévoit que les établissements publics de coopération intercommunale (EPCI) à fiscalité propre doivent avoir un minimum de 15 000 habitants, cette intercommunalité a fusionné avec ses voisines pour former, le 1er janvier 2017, la communauté de communes Saint-Pourçain Sioule Limagne, dont est désormais membre la commune.

### Liste des maires
| Période                                  | Période                        | Identité               | Étiquette | Qualité                                                                                       |
| ---------------------------------------- | ------------------------------ | ---------------------- | --------- | --------------------------------------------------------------------------------------------- |
| Les données manquantes sont à compléter. |                                |                        |           |                                                                                               |
| juin 1995                                | avril 2014                     | Françoise Bourguignon, |           | Professeure Vice-présidente de la CC du Bassin de Gannat (2000 → 2014)                        |
| avril 2014                               | mai 2020                       | Jean Christophe Thénot | DVG       | Fonctionnaire                                                                                 |
| mai 2020                                 | juillet 2022                   | Jacques Bouchet        |           | Technico-commercial retraité Conseiller municipal d'Aigueperse (1989 → 2001) Mort en fonction |
| septembre 2022                           | En cours (au 16 décembre 2022) | Marie-Cécile Martin    |           | Profession intermédiaire de la santé et du travail social                                     |

## Équipements et services publics

### Enseignement
Saint-Priest-d'Andelot dépend de l'académie de Clermont-Ferrand. Il n'existe aucune école.
Les élèves de la commune poursuivent leur scolarité au collège de Gannat, puis au lycée de Saint-Pourçain-sur-Sioule ou de Cusset.

## Population et société

### Démographie
L'évolution du nombre d'habitants est connue à travers les recensements de la population effectués dans la commune depuis 1793. Pour les communes de moins de 10 000 habitants, une enquête de recensement portant sur toute la population est réalisée tous les cinq ans, les populations de référence des années intermédiaires étant quant à elles estimées par interpolation ou extrapolation. Pour la commune, le premier recensement exhaustif entrant dans le cadre du nouveau dispositif a été réalisé en 2006.

En 2022, la commune comptait 146 habitants, en évolution de +1,39 % par rapport à 2016 (Allier : −1,38 %, France hors Mayotte : +2,11 %).
| 1793 | 1800 | 1806 | 1821 | 1831 | 1836 | 1841 | 1846 | 1851 |
| ---- | ---- | ---- | ---- | ---- | ---- | ---- | ---- | ---- |
| 250  | 249  | 271  | 323  | 348  | 327  | 333  | 346  | 347  |

| 1856 | 1861 | 1866 | 1872 | 1876 | 1881 | 1886 | 1891 | 1896 |
| ---- | ---- | ---- | ---- | ---- | ---- | ---- | ---- | ---- |
| 368  | 352  | 364  | 387  | 362  | 375  | 373  | 382  | 356  |

| 1901 | 1906 | 1911 | 1921 | 1926 | 1931 | 1936 | 1946 | 1954 |
| ---- | ---- | ---- | ---- | ---- | ---- | ---- | ---- | ---- |
| 344  | 298  | 292  | 220  | 215  | 219  | 215  | 180  | 164  |

| 1962 | 1968 | 1975 | 1982 | 1990 | 1999 | 2006 | 2011 | 2016 |
| ---- | ---- | ---- | ---- | ---- | ---- | ---- | ---- | ---- |
| 184  | 187  | 168  | 143  | 134  | 121  | 132  | 143  | 144  |

| 2021 | 2022 | - | - | - | - | - | - | - |
| ---- | ---- | - | - | - | - | - | - | - |
| 145  | 146  | - | - | - | - | - | - | - |

## Culture locale et patrimoine

### Lieux et monuments
- Lavoir du XIXe siècle, situé près du départ de la route menant au hameau de Bézillat. Il a conservé les pierres servant aux lavandières pour frotter le linge.
- Château des XVe – XVIe siècles[22].
- Église Saint-Priest de Saint-Priest-d'Andelot.

## Pour approfondir